# کوه توصیله
کوه توصیله ازسمت قبله گری چَپان یک کوه بلندی است که بنام کوه توصیله معروف است، قلعه تاریخی توصیله برقله این کوه قرار داشته‌است که اکنون قسمتی از قلعه برجای مانده وآثارش باقی است، در ۲۰ متری‌گری چَپان از طرف شمال یک چشمه تلخ کوچکی است که در حدود ۵ اصله نخل را آب یاری می‌کند، از طرف شمال چشمه ونخلها یک کوهی مُجَزا وجود دارد به طول هزار متر، قسمت شرقی این کوه بنام «پَرِ زُخِر» معروف است، اما قسمت غربی آن «پَرِ گری زامِردان» می‌نامند، یک تنگه عمیقی وسط این کوه‌است که کوه را به دوقسمت کرده‌است.

## سنگ بند بن
در وسط این تنگه یک سنگ بزرگی وجود دارد که سرتاسر دهانه تنگه را گرفته‌است وعبور از تنگه دشوار کرده‌است وجایی سخت‌گذر است، به این سنگ می‌گویند سنگ «بُند بنِ» می‌گویند در زمان قدیم کوخِردی‌ها از بالای این سنگ طناب زنجیری بسته بودند وبه‌وسیله این طناب از سنگ وتنگه عبور می‌کردند به همین جهت سنگ بُند بنِ نامیده شده‌است. این کوه در شمال دهستان کوخرد در بخش کوخرد شهرستان بستک هرمزگان واقع شده‌است.

## جانوران وپرندگان
در پیرامون کوه شب جانوران وپرندگان مختلفی زندگی می‌کرده‌اند که شامل :آهو، بز کوهی، روباه، خوک، کفتار، شغال، جوجه‌تیغی و خرگوش بوده‌است. همچنین پرندگان مانند: کبک، عقاب، شاهین، بادخور، قُمری، تیهو، فاخته و بلبل وصدها پرنده مختلف دیکر زندکی می‌کرده‌اند که متأسفانه امروزه به دلیل نبود نظارت کافی و شکار بی‌رویه و غیرمجاز، نسل اکثر این حیوانات در حال انقراض می‌باشد. گفتاره‌است که در دوران گذشته جانوارنی مانند: گرگ، پلنگ، یوزپلنگ و خرس نیز در این کوه دیده شده‌است، اما در حال حاضر دیگه از اینگونه حیوانات هیچ اثری نیست.

## گیاهان دارویی
- انغوزه.
- بنه.
- آویشن.
- مرو تلخ.
- پونه.
- اسطوقدوس (گیاهی خوشبو که با چای مصرف می‌شود).
- خاکشیر.
- مرو تلخ.
- کیون.
- بادام کوهی.
- مرو خوش.

درختان پایه کوهی مانند: کُور، کُنار، کِرت، سمر، کُوهِنگ، سَلَم از هیزم این درختان برای پخت و پز و برای تدفئه خانه‌هاشان استفاده می‌کرده‌اند، احیاناً از تنه این درختان زغال نیز می‌ساخته‌اند.

## فهرست منابع و مآخذ
- محمدیان، کوخردی، محمد، “ «به یاد کوخرد» “، ج۲. چاپ اول، دبی: سال انتشار ۲۰۰۳ میلادی.
- محمد، صدیق «تارخ فارس» صفحه‌های (۵۰ ـ ۵۱ ـ ۵۲ ـ ۵۳)، چاپ سال ۱۹۹۳ میلادی.
- الکوخردی، محمد، بن یوسف، (کُوخِرد حَاضِرَة اِسلامِیةَ عَلی ضِفافِ نَهر مِهران Kookherd, an Islamic District on the bank of Mehran River) الطبعة الثالثة، دبی: سنة ۱۹۹۷ للمیلاد.
- محمدیان، کوخردی، محمد،  (شهرستان بستک و بخش کوخرد) ، ج۱. چاپ اول، دبی: سال انتشار ۲۰۰۵ میلادی.